# Eunosto di Soli
Eunosto (in greco antico: Εὔνοστος?, Eýnostos; fl. IV secolo a.C.) è stato un sovrano cipriota, re della città di Soli.

## Biografia
Eunosto era probabilmente figlio del re Pasicrate di Soli e quindi fratello di Nicocle; egli sposò Irene, figlia del re d'Egitto Tolomeo I e dell'etera Taide, in una data imprecisata forse tra il 320 e il 315 a.C., per far sì che il regno di Soli rimanesse alleato dell'Egitto dopo la morte di Pasicrate, o addirittura tra il 322 e il 295 a.C.